# Cordillera Central (Peru)
Die Cordillera Central oder peruanische Zentralkordillere ist eine Kette von Gebirgszügen in den zentralen Anden von Peru. Sie ist nicht zu verwechseln mit dem gleichnamigen Abschnitt der peruanischen Westkordillere.

## Lage
Die Cordillera Central erstreckt sich in Nord-Süd-Richtung auf nahezu der gesamten Länge des Landes über 1630 Kilometer, von der Grenze zu Ecuador im Norden bis westlich des Titicaca-Sees, wo sie auf die Westkordillere trifft. Die nördliche Fortsetzung bildet die ecuadorianische Cordillera Real.
Es gibt wenige vergletscherte Gebirgsmassive in der Gebirgskette. Die höchste Erhebung der Cordillera Central bildet der Nevado Salcantay mit 6264 m. 

## Gliederung
Von Norden nach Süden gliedert sich die peruanische Zentralkordillere in die folgenden Abschnitte (in Klammern der jeweils höchste Gipfel):
- Cordillera del Cóndor (namenloser Gipfel 2988 m)
- Cordillera Huaguruncho (Huaguruncho 5723 m)
- Cordillera Huaytapallana (Huaytapallana 5557 m)
- Cordillera Vilcabamba (Nevado Salcantay 6264 m)
- Cordillera La Raya (Chinchina 5489 m)

## Flüsse
Der Río Chinchipe verläuft westlich der Cordillera del Cóndor. Der Río Marañón durchschneidet die Gebirgskette im Durchbruchstal Pongo Rentema. Im Oberlauf trennt der Río Marañón die Zentralkordillere von der Westkordillere. Der Río Huallaga trennt im Mittellauf die Zentralkordillere von der Ostkordillere. Östlich von Huánuco durchschneidet der Río Huallaga die Zentralkordillere. Weiter südlich liegt eine Hochebene mit dem Junín-See. Der Río Mantaro verläuft im Oberlauf entlang der Westflanke der Zentralkordillere, bevor er im Mittellauf die Gebirgskette durchbricht. Weiter südlich durchschneiden die Flüsse Río Apurímac und Río Urubamba das Gebirge.

## Städte
In der Gebirgskette befinden sich mehrere Städte: Chachapoyas, Cerro de Pasco, Huánuco, Tarma, Huancavelica und Ayacucho.